# Viktoria Krouglaïa
Viktoria Vladimirovna Krouglaïa (en russe : Виктория Владимировна Круглая) est une ancienne joueuse de volley-ball russe née le 14 juin 1988. Elle mesure 1,78 m et jouait au poste de libero. 

## Clubs
| Club             | De        | À         |
| ---------------- | --------- | --------- |
| Dinamo-Energia   |           | 2005-2006 |
| Dinamo Krasnodar | 2006-2007 | 2010-2011 |